# Burton in Lonsdale
Burton in Lonsdale ist ein Ort mit 630 Einwohnern und eine civil parish in North Yorkshire in England.
Der Ort wird bereits im Domesday Book erwähnt. Im 12. Jahrhundert wurde ein Erdwall als Befestigung angelegt, der später dann zu einer Motte aufgefüllt wurde, auf der zwei Wehrtürme standen. Die Burg wurde in der Mitte des 14. Jahrhunderts aufgegeben, aber noch heute sind die Überreste der Anlage am westlichen Rand des Ortes zu sehen. Die Burg ist eine von mehreren Burgen im Tal des River Lune, die heute nicht mehr existieren, die aber einst als eine wichtige Verteidigungslinie gegen feindliche Einfälle aus dem Norden nach England, die  über den Gebirgspass des Shap Summit und dann entlang dem Lauf des River Lune bei Tebay vollzogen werden konnten, schützten und noch heute den Grenzlandcharakter dieser Gegend nach der normannischen Eroberung demonstrieren. 
Im späten 17. Jahrhundert begannen die ersten Töpfereien sich in Burton in Lonsdale zu etablieren und im späten 19. Jahrhundert waren es bis zu 13 Betriebe, die lokalen Ton mit Hilfe der örtlichen Kohle zu Tonwaren aller Art verarbeiteten. Der Rauch der Brennöfen brachte dem Ort den Spitznamen "Black Burton" ein. Die letzte Töpferei schloss 1944.
Der River Greta, ein Zufluss des River Lune, fließt am südlichen Rand des Ortes.